# فرانك دانيلز
فرانك دانيلز (بالإنجليزية: Frank Daniels)‏ هو مصمم إنتاجي وممثل أمريكي، ولد في 15 أغسطس 1856 في دايتون في الولايات المتحدة، وتوفي في 12 يناير 1935 في ويست بالم بيتش في الولايات المتحدة.

## وصلات خارجية
- فرانك دانيلز على موقع IMDb (الإنجليزية)
- فرانك دانيلز على موقع ميوزك برينز (الإنجليزية)
- فرانك دانيلز على موقع أول موفي (الإنجليزية)
- فرانك دانيلز على موقع قاعدة بيانات برودواي على الإنترنت (الإنجليزية)
- فرانك دانيلز على موقع قاعدة بيانات الأفلام السويدية (السويدية)
- فرانك دانيلز على موقع قاعدة بيانات الفيلم (الإنجليزية)
- فرانك دانيلز على موقع كينوبويسك (الروسية)